# Max Arciniega
Maximino « Max » Arciniega est un acteur américain né le 20 juillet 1987 à Chicago, Illinois.

## Biographie
Max Arciniega nait et grandit dans la ville de Chicago. 
Après l'école, il a fréquenté le Collège Columbia dans sa ville natale où il y a obtenu son baccalauréat en théâtre. Son premier rôle d'acteur est en 2004 dans le film Barbershop 2. Ensuite il tourne dans plusieurs séries comme Veronica Mars et Private Practice avant de prendre de l'ampleur en 2008 dans le rôle de Krazy-8 dans la série Breaking Bad. Il a aussi repris son rôle dans le spin-off Better Call Saul.

## Filmographie

### Télévision
| Année       | Titre                    | Rôle                     | Remarque          |
| ----------- | ------------------------ | ------------------------ | ----------------- |
| 2005        | Surface                  | Lalo                     | épisode 1x19      |
| 2006        | D.O.S.                   | Contrôleur trafic aérien |                   |
| 2006        | 3 lbs.                   | Jose                     | 2 épisodes        |
| 2006        | E-Ring - Military Minds  |                          | épisode 1x16      |
| 2006        | Veronica Mars            | Cervando Esparza         | épisode 2x18      |
| 2007        | Private Practice         | Paul Gonzales            | épisode 1x01      |
| 2008        | FBI : Portés disparus    | Keith                    | épisode 6x11      |
| 2008        | Breaking Bad             | Domingo / Krazy-8        | 3 épisodes        |
| 2008        | The Unit                 | Octavio Jr.              | épisode 4x04      |
| 2008        | Urgences                 | Nick Vasquez             | épisode 15x12     |
| 2008        | Retour à Lincoln Heights | Blade                    | 1 épisode         |
| 2009        | Lie to Me                | Miguel                   | épisode 2x03      |
| 2010        | Blue Bloods              | Esteban Torres           | épisode 1x07      |
| 2011        | Off the Map              | David                    | 1 épisode         |
| 2012        | Fringe                   | Antonio Dawes (Canaan)   | épisode 4x17      |
| 2012        | Castle                   | Billy Bash               | épisode 5x07      |
| 2014        | Grimm                    | Diego Hoyos              | épisode 4x08      |
| 2014        | Noches con Platanito     |                          |                   |
| 2015        | Blood & Oil              | Star / Star Pavon        | 4 épisodes        |
| 2016        | NCIS : Nouvelle-Orléans  | Victor Ortega            | épisode 2x13      |
| Depuis 2016 | Better Call Saul         | Domingo / Krazy-8        |                   |
| 2016        | Bordertown               |                          | 4 épisodes (voix) |
| 2016        | Full Circle              | Alex Hidell              |                   |
| 2017        | Chance                   | Cesar                    |                   |
| 2017        | Colony                   | Edison                   | 5 épisodes        |
| 2017        | Harry Bosch              | Xavi                     | 7 épisodes        |

### Cinéma
| Année | Titre             | Rôle           | Remarque      |
| ----- | ----------------- | -------------- | ------------- |
| 2002  | Broken Warning    | Angel          | court métrage |
| 2004  | Barbershop 2      |                |               |
| 2004  | Boricua           |                |               |
| 2005  | Day Shift         | Julio          | court métrage |
| 2005  | Bathsheba         | Royal Chef     | court métrage |
| 2011  | Valley of the Sun | Jeune Policier |               |
| 2011  | Piégée            | Gomez          |               |
| 2011  | Hayware           |                |               |
| 2013  | Interstate        | Lalo           | court métrage |
| 2014  | The Barber        | Luis           |               |
| 2015  | The Walk          | Agent Martinez | court métrage |
| 2018  | Duke City         | Maco           |               |
| 2021  | Old Henry         | Stillwell      |               |
| ?     | The Wingwalker    | Julian         |               |

## Jeux vidéo
- Battlefield Hardline : voix additionnelle